# Veronica kopetdaghensis
Veronica kopetdaghensis är en grobladsväxtart som beskrevs av Boris Fedtjenko och A. Boriss.. Veronica kopetdaghensis ingår i släktet veronikor, och familjen grobladsväxter. Inga underarter finns listade i Catalogue of Life.